# توسوا
توسوا (به لاتین: Tusova) یک منطقهٔ مسکونی در جمهوری آذربایجان است که در شهرستان لریک واقع شده‌است.